# امامزاده سید مجید
امامزاده سید مجید مربوط به سدهٔ ۷ هجری قمری است و در شهرستان نیشابور، بخش سرولایت، دهستان سرولایت، ۴ کیلومتری غرب روستای قزل قلعه واقع شده و این اثر در تاریخ ۲۷ اسفند ۱۳۸۷ با شمارهٔ ثبت ۲۶۲۷۲ به‌عنوان یکی از آثار ملی ایران به ثبت رسیده است.این مکان زیارتی به روستای قزل قلعه مطعلق می باشد.

## مکان
بقعة این امامزاده در چهار کیلومتری غرب روستای قزل قلعه، از بخش سرولایت و در حدود 95 کیلومتری شهر نیشابور، در حاشیة رودخانه فصلی قزل قلعه و در دامنه کوهی قرار گرفته که قسمت جنوب شرق آن را قبرستان قدیمی و بخش‌های شمال شرق آن را جادّه خاکی تشکیل می‌دهد و به «سیّد مجید» مشهور است.

## اطلاعات بنا
ساختمان بقعه، بنایی با پلان چهارتاقی است ک سه جهت شمال، غرب، شرق آن مسدود شده و ضلع جنوبی آن باز است و به عنوان ورودی نقش ایفا می‌کند.
گنبدخانه یا همان فضای اصلی، با پلان بسیار سادة مربّع شکل، در هر ضلع خود دارای طاقی جناقی است که داخل طاق‌ها و در ارتفاع نیم متری طاقچه‌ای با قوس جناقی به عمق 30 سانتی‌متر قرار گرفته و علاوه بر طاقچه‌ها نورگیرهایی در ارتفاع 5/2 متری و در سه ضلع بنا وجود دارد که پوشش بالای نورگیرها به صورت نیم دایره است. از دیگر مشخّصه‌های بنا وجود فیلپوش‌هایی است که در ارتفاع 5/2 متری
و در چهار گوشه بنا ساخته شده که زیبایی خاصّی به فضای داخلی بنا داده است.
پوشش سقف بنا گنبدی است که با مصالح قلوه سنگ و ملات ساروج ساخته شده است.
ایوان که بخشی دیگر بناست، دارای پوشش قوس جناقی است و دارای گوشه سازی‌هایی (طاس و نیم طاس) می‌باشد که علاوه بر گوشه‌سازی، در دیواره داخلی و در ارتفاع نیم متری آن دو طاقچه (قوس جناقی) قرار دارد.این بنا از استحکام مناسبی برخوردار است زیرا طی سالیان گذشته پا برجا و مقاوم باقی مانده است. بنای مورد نظر از داخل نیم کاسه کم عمق و از خارج به صورت پشته کم ارتفاعی دیده می‌شود که مرکز آن را به صورت ستون کوچکی درآورده‌اند که مقبره به صورت یک حجم مکعب مستطیل از جنس سیمان سفید در مرکز قرار دارد. متأسّفانه از هویّت شخص مدفون اطّلاعی حاصل نشد.